# Pfarrkirche Jedenspeigen

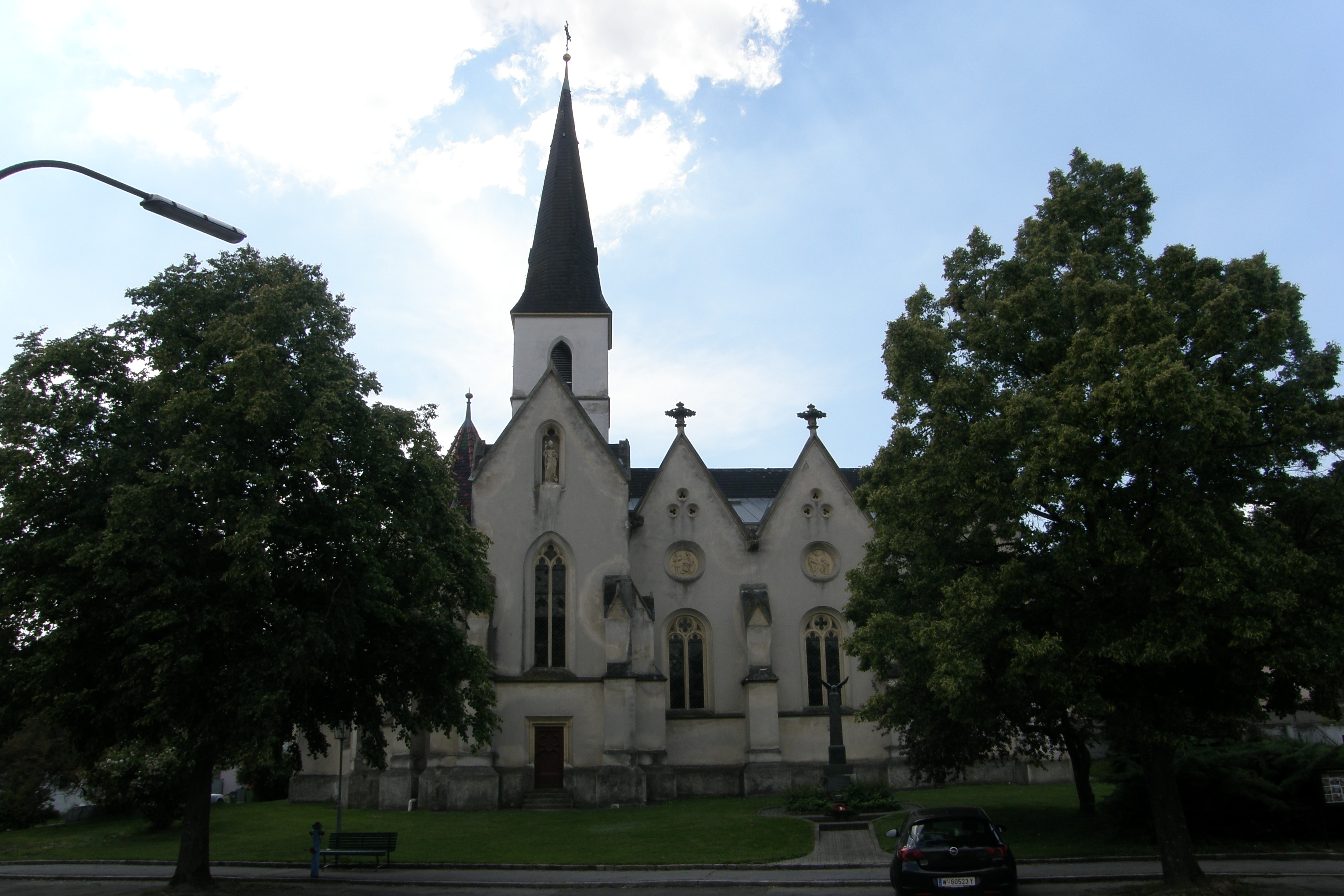
Katholische Pfarrkirche hl. Martin in Jedenspeigen

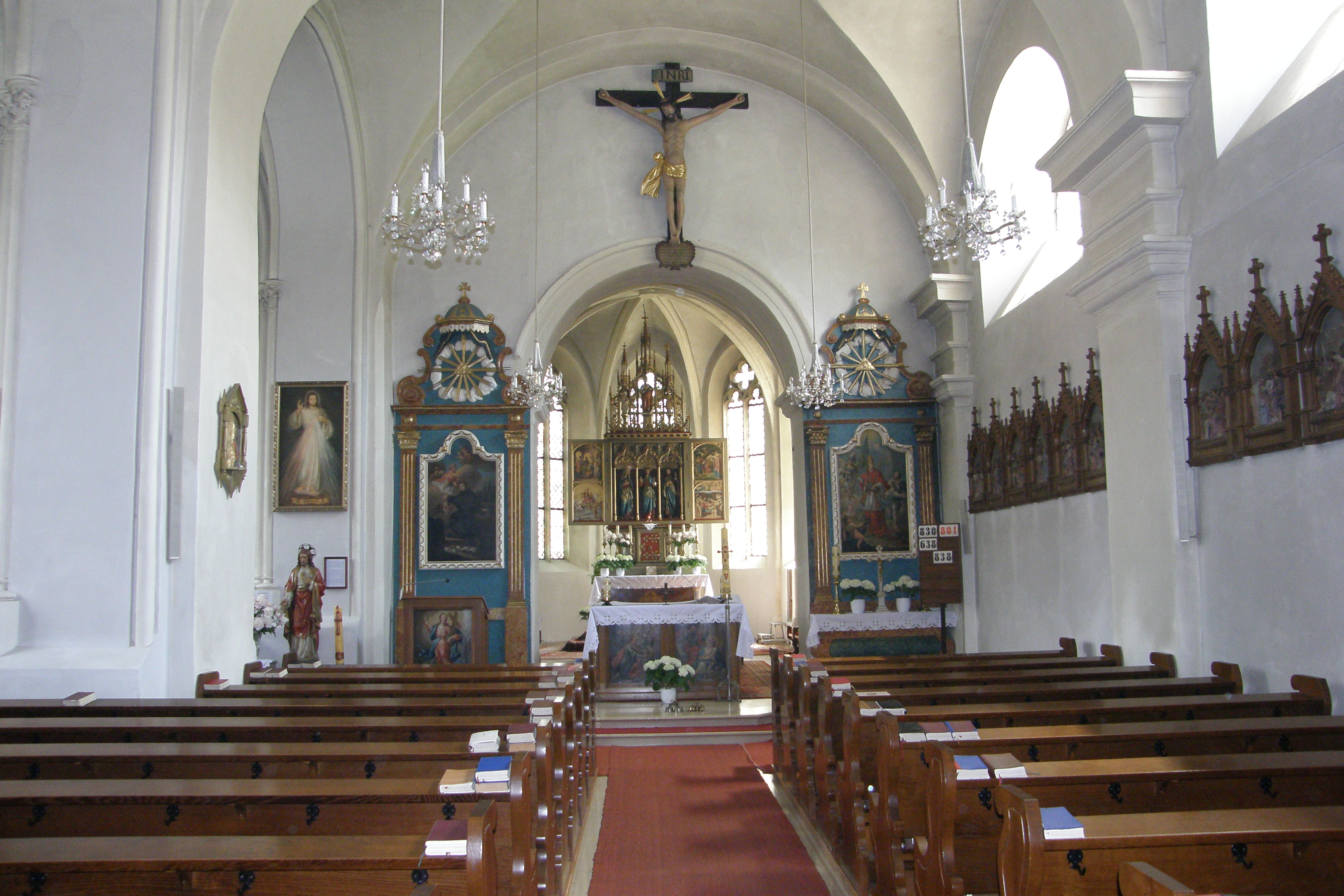
Langhaus, Blick zum Chor

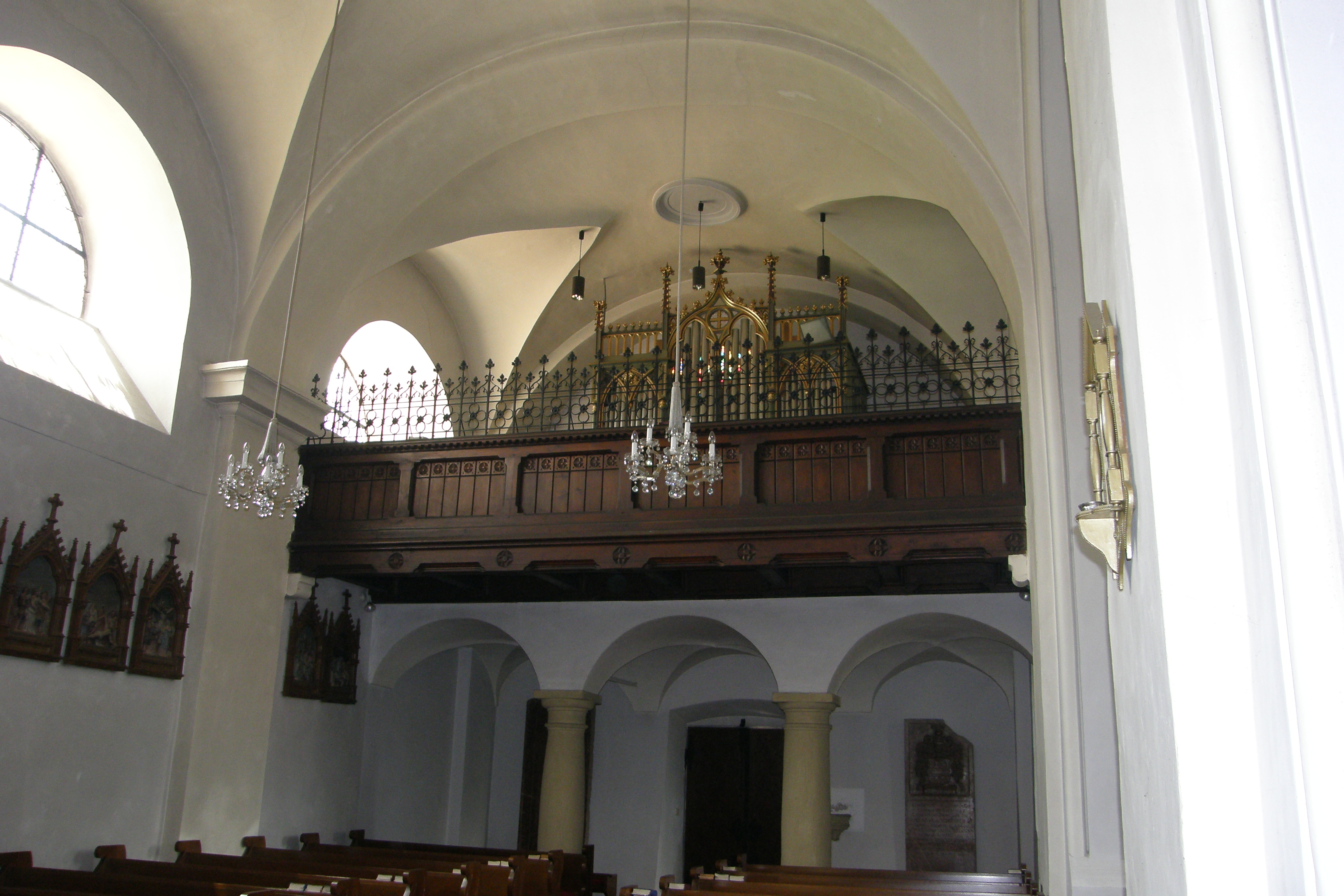
Langhaus, Blick zur Empore

Die  Pfarrkirche Jedenspeigen steht erhöht im Westen des Ortes in der Marktgemeinde Jedenspeigen im Bezirk Gänserndorf in Niederösterreich. Die dem Patrozinium hl. Martin von Tours unterstellte römisch-katholische Pfarrkirche gehört zum Dekanat Zistersdorf im Vikariat Unter dem Manhartsberg der Erzdiözese Wien. Die Kirche steht unter Denkmalschutz (Listeneintrag).

## Geschichte
Vor 1179 bestand eine Pfarre. Von 1583 bis 1874 hatte die Familie Kollonitsch das Patronat über die Pfarre.
Das Langhaus aus dem 12. Jahrhundert erhielt um 1360 einen Chor. 1697 wurde die Kirche barockisiert und 1702 durch Kardinal Leopold Karl von Kollonitsch geweiht. 1858 erfolgte der Anbau des nördlichen Seitenschiffes sowie der Anbau der Marienkapelle nach den Plänen des Baumeisters und Architekten Franz Sitte. Eine weitere Umgestaltung des Kirchenäußeren und der Einrichtung erfolgte von 1880 bis 1886 nach den Plänen des Architekten Friedrich von Schmidt. 1945 entstanden schwere Kriegsschäden.

## Architektur
Der im Kern romanische Kirchenbau wurde mehrfach umgebaut und zeigt sich heute straßenseitig mit einer neugotischen Schaufront.
Die Westfront hat ein kleines Schulterbogenportal, darüber ein Rosettenfenster und einen steilen Dreieckgiebel mit Maßwerkdekor.
Das Kircheninnere zeigt ein im Ende des 17. Jahrhunderts barockisiertes Langhaus unter einem Tonnengewölbe mit Stichkappen zwischen breiten Gurten auf Wandpfeilern mit einem umlaufenden verkröpften Gesims. Der gedrungene Triumphbogen ist profiliert und zeigt das Pestkreuz aus 1680. Die dreiteilige kreuzgratunterwölbte Orgelempore steht auf toskanischen Säulen. Der leicht erhöhte zweijochige Chor hat einen Fünfachtelschluss.

## Ausstattung
Die überwiegend einheitliche neugotische Einrichtung entstand im vierten Viertel des 19. Jahrhunderts.
Den Hochaltar schuf C. Leimer 1880 als neugotischer Flügelaltar auf einer Marmormensa mit einem zentralen Schrein, er trägt Figuren, mittig Christus flankiert von Maria und Josef.
Die neugotische Orgel baute Franz Josef Swoboda 1899. Eine Glocke nennt Johann Caspar Hofbauer 1815.

## Grabdenkmäler
Im Langhaus
- Grabplatte aus Rotmarmor zu Pfarrer Wolfger Plebanus 1360, die Grabplatte befand sich bis 1884 auf der Mensa des Hochaltares.
- Drei kleine Grabplatten mit Wappen und Inschrift von 1570.
- Wappenstein aus Rotmarmor zu Lazarus von Schwendi 1624.

Im Chor
- Epitaphien der Familie Kollonitsch als Patronatsherren der Pfarre von 1583 bis 1874.